# Dov Moran
Dov Moran (em hebraico:  דב מורן; nascido no ano de 1955) é um empreendedor, inventor e investidor-anjo israelense, inventor do  pendrive.

## Biografia
Dov Moran nasceu em Ramat Gan, Tel Aviv, Israel, em uma família de sobreviventes do Holocausto que imigraram da Polônia para Israel. Seu pai, Baruch Mintz, vinha de uma família de classe alta de Krosno. Os únicos membros da família Mintz que conseguiram sobreviver ao genocídio judeu foram o pai e o avô de Dov, que começaram uma nova vida em Israel. A mãe de Dov, Bina Gever, imigrou para Israel com sua família que escapou de Błonie.
Seu interesse por tecnologia era óbvio desde a infância. Aos dez anos, costumava encomendar componentes eletrônicos e peças de relógios digitais da revista MAD, com a intenção de criar novos dispositivos aprimorados, no entanto, como ele mais tarde testemunhou, nenhum resultado significativo foi alcançado. Nos anos seguintes, sua curiosidade e talento começaram a levar a descobertas. Aos 16 anos foi enviado para um curso anual de informática realizado na Universidade de Tel Aviv. Naquela época, para escrever um programa, você precisava marcar os cartões dedicados a ele com uma caneta. Depois de três meses lutando para lidar com esse sistema, ele escreveu seu primeiro programa. Suas habilidades de programação melhoraram enquanto obtinha um diploma de Bacharel em Ciências em Engenharia Elétrica (com honras) no Technion - Instituto de Tecnologia de Israelem Haifa. Foi então que decidiu abrir a sua própria empresa.
Moran serviu na Marinha israelense por sete anos e foi comandante de seu departamento de microprocessador avançado. Antes de se tornar um empresário, Moran foi um consultor independente na indústria de computadores.